# غار دارابی ۲
غار دارابی ۲ مربوط به دوران پارینه‌سنگی جدید - دوران فرادیرینه‌سنگی است و در شهرستان کوهدشت، بخش مرکزی، دهستان کوهدشت شمالی، روستای دارابی (چنار) واقع شده و این اثر در تاریخ ۲۸ اسفند ۱۳۸۵ با شمارهٔ ثبت ۱۸۵۰۴ به‌عنوان یکی از آثار ملی ایران به ثبت رسیده است.